# Суханово (Емельяновский район)
Суханово — деревня в Емельяновском районе Красноярского края. Входит в состав Устюгского сельсовета.

## География
Деревня находится в центральной части края, в пределах подтаёжно-лесостепного района лесостепной зоны, на правом берегу реки Сухой Бузим, на расстоянии приблизительно 27 километров (по прямой) к северо-востоку от посёлка городского типа Емельяново, административного центра района. Абсолютная высота — 209 метров над уровнем моря.
Климат
Климат характеризуется как резко континентальный, с продолжительной морозной зимой и коротким тёплым летом. Средняя температура воздуха самого тёплого месяца (июля) составляет 19 °C (абсолютный максимум — 38 °C); самого холодного (января) — −16 °C (абсолютный минимум — −53 °C). Продолжительность безморозного периода составляет в среднем 95 — 115 дней. Среднегодовое количество атмосферных осадков составляет 430—680 мм, из которых большая часть выпадает в летний период.

## История
Основана в 1576 году. По данным 1926 года в деревне Сухановской имелось 120 хозяйств и проживал 710 человек (359 мужчин и 351 женщина). В национальном составе населения того периода преобладали русские. Функционировала школа I ступени. В административном отношении являлась центром Сухановского сельсовета Сухобузимского района Красноярского округа Сибирского края.

## Население
| 2010 |
| ---- |
| 11   |

Половой состав
По данным Всероссийской переписи населения 2010 года в гендерной структуре населения мужчины составляли 45,5 %, женщины — соответственно 54,5 %.